# 히가시나가사키정
히가시나가사키정(東長崎町)은 나가사키현 니시소노기군에 설치된 정이다. 